# Aconitum xiangchengense
Aconitum xiangchengense är en ranunkelväxtart som beskrevs av Wen Tsai Wang. Aconitum xiangchengense ingår i släktet stormhattar, och familjen ranunkelväxter. Inga underarter finns listade i Catalogue of Life.